# 메이시스

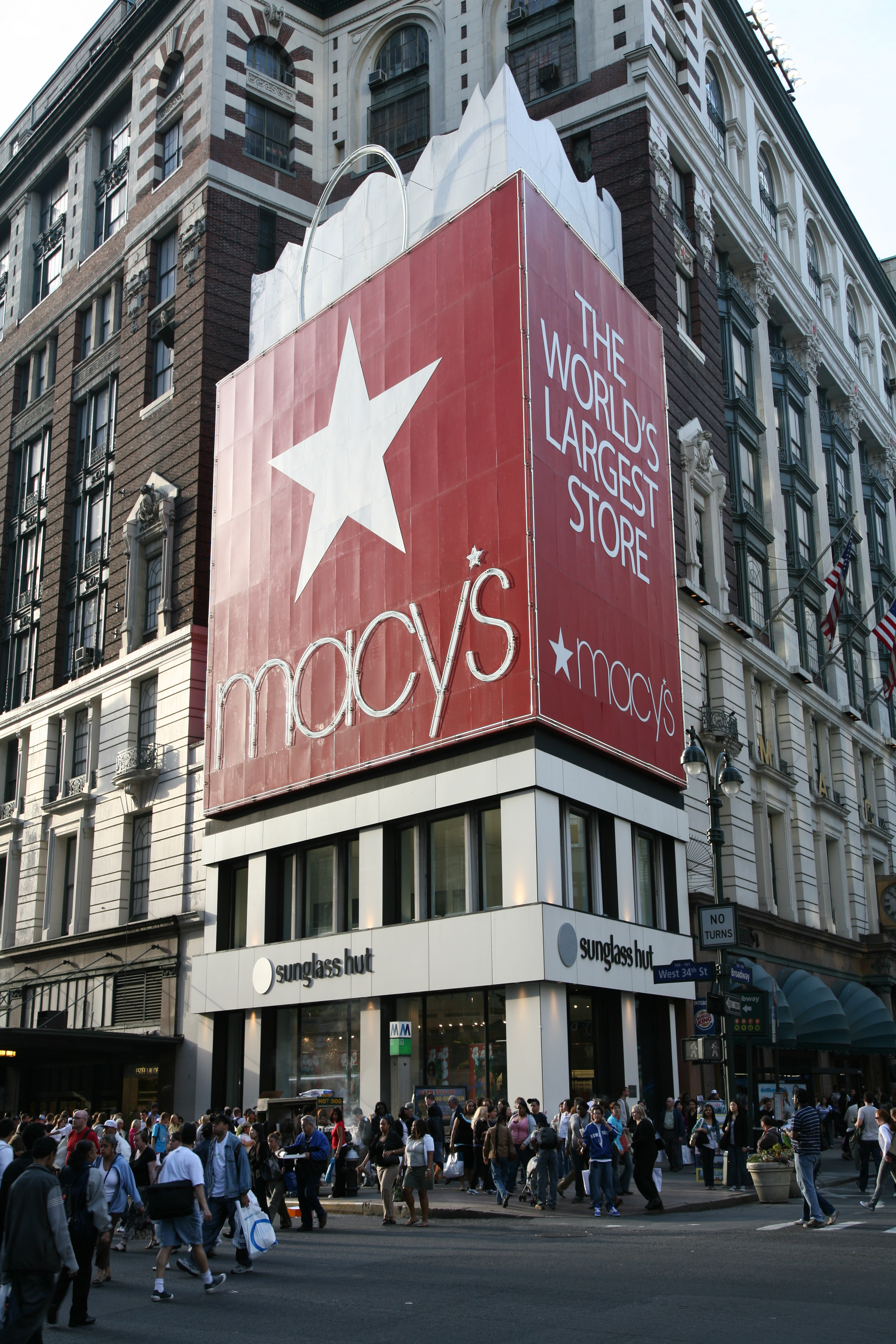
세계에서 가장 큰 상점이라는 문구가 걸린 헤럴드 광장쪽의 메이시스 광고판

메이시스(Macy's)는 미국의 백화점이다. 현재 본사는 미국 뉴욕 맨하탄에 위치해 있다. 대표적인 상점은 뉴욕의 헤럴드 광장에 위치해 있으며 1924년 이후로 세계에서 가장 큰 상점으로 불리며 국제적으로도 공인되었으나, 세계에서 가장 큰 상점의 기록을 2009년 대한민국 부산의 신세계 센텀시티에 넘겨주었다. 이 회사는 2008년 9월 기준으로 미국에서 총 810개의 상점들을 운영하고 있다.
메이시스는 1829년에 사업가 로랜드 허세이 메이시(Rowland Hussey Macy)의 작은 상점에서 시작되었다. 뉴욕 맨해튼에서 1858년 10월 28일 R. H. 메이시 사를 설립하고 백화점을 열었고 당시 판매는 11.06달러를 기록했다. 이후 맨해튼의 백화점은 확장을 거듭하여 화려하고 큰 규모의 백화점으로 널리 알려졌고, 미국 전역에도 지점을 냈다. 그러나 20세기 후반, 타 업체와의 경쟁 격화로 쇠퇴하여 1992년 R. H. 메이시 사는 파산하였고, 오하이오주 신시내티에 있는 페더레이티드에 인수되었다. 그 후 페더레이티드와 유명 백화점 체인 블루밍데일과의 공동투자로 메이시스 사(Macy's, Inc.)가 설립되어 메이시스 백화점을 운영하여 메이시스의 명맥이 이어지고 있다.
메이시스는 미국 뉴욕의 중상위급 백화점 체인이며 뉴욕의 플래그십 점포 이외에도 주요 도시별로 플래그십 점포가 지정되어 있다. 2010년 1월 30일 기준 총 800개의 미국 내 점포를 운영중이며 300개 이상의 점포에서 전자제품을 취급하는 eSpot ZoomShops 키오스크를 운영 중이다.
1924년 이래로 뉴욕에서 매년 메이시스 추수감사절 퍼레이드를 개최해오고 있으며 1976년부터는 뉴욕시의 독립기념일 불꽃놀이도 후원하고 있다.
세계에서 가장 큰 점포를 가졌다고 광고하고 있지만 기네스북에 따르면 현재 가장 큰 점포는 대한민국의 신세계백화점 센텀시티점으로 509,810 m2이며 메이시스의 두 배 정도이다.
메이시스의 주요 경쟁사로는 Belk, The Bon-Ton Stores, Dillard's, Nordstrom, Neiman Marcus, Saks Fifth Avenue 등이 있다.

## 역사

### 설립과 초기역사
메이시스는 Rowland Hussey Macy에 의해 설립되었다. 그는 1843년부터 1855년까지 총 네 곳의 포목점을 열었는데 1851년 메사추세츠주 Haverhill 시내에 그 지역 공장노동자들을 위해 개점했던 곳이 최초의 메이시스 점포였다. 네 곳 모두 실패하고 문을 닫게 되었지만 그는 이곳에서의 실수를 통해 성장하였다. 1858년 뉴욕으로 이주한 메이시는 다른 포목점들과는 북쪽으로 꽤 멀리 떨어진 Sixth Avenue와 13th, 14th street 사이에 R.H Macy Dry Goods이라는 새로운 점포를 설립하였다. 메이시스가 처음으로 문을 연 1858년 10월 28일의 매출액은 11.08 달러였으며 이를 현재의 가치로 환산하면 279.82 달러이다. 메이시스의 로고는 그 시초부터 별 하나를 포함하고 있었는데 이 별은 메이시가 10대 시절 Nantucket 포경선에서 일하며 새겼던 문신에서 유래했다.
회사가 성장하면서 메이시스는 이웃 건물로 확장하게 되었고 더 많은 백화점을 개점하게 되었으며 산타 클로스 이벤트, 특정한 테마를 가진 전시회, 고객의 시선을 사로잡기 위한 휘황찬란한 윈도 디스플레이와 같은 홍보 수단을 사용하였다. 1950년대까지 현금만을 받았음에도 환불 보장 서비스를 제공하였고, 현지 공장에서 생산하는 메이시스만의 맞춤복 서비스를 남녀모두에게 제공하였다. 훗날 메이시스는 당시 최고의 쇼핑 구역이었던 Ladies' Mile이 위치한 18th street과 브로드웨이로 위치를 옮겼으며 그 자리에서 약 40년 동안 영업했다.
1875년 메이시는 조카였던 Robert M. Valentine (1850–1879)와 사촌의 남편이었던 위스콘신 출신의 Abiel T. La Forge (1842–1878)를 동업자로 받아들였으나 메이시는 2년후인 1877년 신장염으로 사망하였으며 이듬해에는 La Forge, 1879년에는 Valentine이 차례로 세상을 떠났다. 당시 R. H. Macy & Co.라는 이름으로 불렸던 메이시스의 경영권은 1895년까지 메이시의 가족에게 넘어갔다가 다시 메이시스 내 도자기와 잡화에 대한 취급권을 가지고 있었던 Isidor Straus와 그의 동생 Nathan Straus에게 인수되었다.
1902년 플래그십 점포는 도심을 벗어나 34번가와 브로드웨이의 Herald Square로 이전하였다. 이곳은 다른 주요 포목점보다 훨씬 북쪽에 위치하였으며 이 때문에 고객들을 14번가에서 34번가로 실어나르는 증기 마차를 운영해야 했다. Herald Square 점포는 초기에 한 동의 건물로만 운영되었으나 신축을 통해 Seventh Avenue 서쪽, 브로드웨이 동쪽, 34번가의 남쪽, 35번가의 북쪽으로 둘러싸인 블록 전체를 차지할 정도로 확장하였다 이전부터 그 자리에 있어왔던 35번가와 Seventh Avenue의 코너, 35번가와 브로드웨이의 코너에 위치한 작은 빌딩 한 채만이 남게 되었는데 이 5층짜리 빌딩은 Robert H. Smith가 1900년 메이시스가 세계에서 가장 큰 백화점이 되는 것을 막기위해 당시로선 놀라웠던 가격 375000달러에 이 건물을 매입하였다. Smith는 14번가 메이시스의 이웃상점 Siegel-Cooper의 대표해서 이와 같은 행동을 하였고 Sielgel-Cooper는 1896년 Sixth Avenue에 지은 자신들의 백화점이 세계에서 가장 큰 백화점이라고 생각하고 있었다. 메이시스는 이런 전략을 무시하고 그 빌딩을 둘러싸고 건물을 확장하였으며 현재 메이시스는 리스 계약을 통해 그 빌딩에 쇼핑백 광고를 설치하였다.
건축가 De Lemos와 Cordes가 설계하고 Fuller Company에 의해 1901에서 1902년에 걸쳐 건축된 최초의 브로드웨이 점포는 파라디오 풍의 외관을 가지고 있으며 세부적인 보수를 여러번 거쳤다. 서쪽으로의 증축은 1924년과 1928년에 이루어졌으며 Seventh Avenue 빌딩은 1931년 증축이 이루어졌다. 모든 디자인은 건축가 Robert D. Kohn이 담당하였으며 새로운 건물은 점점 아르데코 형식을 닮아 갔다.
이 건물은 미국 국가등록역사관광지와 국립역사지표구에 1978년 등재되었으며 아직까지 나무 에스컬레이터 몇 대가 운행 중이다.

### 확장
건물에 이전부터 존재하던 문제는 메이시스가 뉴욕 퀸즈 Elmhurst의 Queens Boulevard 점포를 지으면서 드러났다. 때문에 이 점포는 건축학상 매우 독특하게 공간의 90퍼센트 정도이 둥근 모양으로 건축 되었으며 코너에는 개인 소유의 작은 집이 한 채 있었다. 지금은 Queens Place Mall이 운영중인 이 건물에 더 이상 메이시스는 점포를 두고 있지 않지만 현재 Queens Center 근처에 점포를 한 곳 운영 중이다.
인수는 뉴욕 이외의 지역에서 이루어졌다. Toledo (Lasalle & Koch 1924), Atlanta (Davison-Paxn-Stokes 1929), Newark (L. Bamberger & Co.) 1929, San Francisco (O'Connor Moffat & Company 1945) 그리고 Kansas City (John Taylor Dry Goods Co. 1947)의 백화점들을 인수했다. O'Connor Moffat은 1947년 Macy's San Francisco로 이름을 바꾸었다가 훗날 Macy's California가 되었다. John Taylor는 1949년 Macy's Missouri-Kansas로 이름을 바꾸었으며 Toledo의 점포는 Lasalle라는 이름을 1984까지 유지하였다가 Macy's Midwest로 편성되었다. 이 점포들은 1986년 Elder-Beermen에게 매각 되었다.
메이시스 New York은 전통적인 New York City–Long Island 상권에서 벗어난 플로리다 Aventura(Miami의 교외지역)의 Aventura Mall과 Plantation 지역 몇 곳(현재는 Burdine을 인수 한 후 Fashion Mall에서 Broward Mall로 옮겼다.) 그리고 Houston, New Orleans, Dallas에 1983년부터 점포를 열기 시작했다. 애틀란타의 Davison's는 1985년 초 Macy's Midwest(캔자스 시티의 Taylor Toledo의 LaSalle)와의 합병되면서 Macy's Atlanta로 이름을 바꾸었으나 1985 말 메이시는 방향을 바꾸어 중서부 점포들을 매각했다. 뉴저지 전역에서부터 60, 70년대 필라델피아 메트로폴리탄 지역으로, 80년대 초반에는 뉴욕 Nanuet(남부 Rockland County)지역으로 그리고 발티모어 메트로폴리탄 지역으로 활발하게 확장했던 Bamberger은 Macy's New Jersey로 1986년 이름을 바꾸었다.

### 경영자매수
1986년 R. H. Macy & Co., Inc.의 CEO이자 회장인 Edward Finkelstein은 회사의 레버리지 바이아웃(차입매수)을 이끌었고 1988년에는 캐나다의 Campeau Corporation과 Federated Department Stores, Inc의 인수전에 뛰어들었다. Campeau와의 협상의 일부로서 메이시스는 Federated의 캘리포니아 의류부문인 Bullock과 하이엔드부문 Bullocks Wilshire, 그리고 I. Magnin부문을 인수했다. 이들은 Macy's Northeast (이전 Macy's New York과 Macy's New Jersey), Macy's South/Bullock's (Macy's Atlanta와 Texas, Florida, Louisiana의 Macy's New York's), 훗날 I. Magnin/Bullocks Wilshire를 포함하게 된 Macy's California로 재조직되었다. Bullocks Wilshire는 I. Magnin으로 1989년 이름을 바꾸었다.
이후 R. H. Macy & Co., Inc.는 1992년 1월 27일 파산을 신청하였으며 이에 따라 은행이 선임한 새로운 경영진이 들어오게 되었고 이들은 실적이 나쁜 몇 개의 점포의 문을 닫았다. 또한 호화 체인인 I. Magnin의 3분의 2를 정리하였으며 메이시스를 Macy's East와 Macy's West의 두 개 부문으로 감축하였다.

### 페더레이티드 백화점 합병
1994년부터 Federated는 메이시스와의 합병을 추진하기 시작했다. 길고 어려웠던 구애 끝에 R. H. Macy & Co.는 Federated Department Stores와 1994년 12월 19일 마침내 합병에 성공했다. 합병 후 재조직된 메이시스는 Federated Department Stores로 사명을 바꾸고 오하이오주 신시내티로 본사를 이전했다. Federated는 I. Magnin 체인의 남은 부문을 메이시스와 Bullock에 편입시켰고Carmel, Beverly Hills, San Diego, Phoenix의 4개 지점을 Saks Fifth Avenue에 매도함으로써 즉시 정리했다. Federated은 또한 Abraham & Straus/Jordan Marsh 부문을 뉴욕을 기반으로 한 Macy's East의 조직으로 합병시켰고 1995년에는 뉴욕 메트로폴리탄의 Abraham & Straus 지점들에 메이시스의 간판을 내걸었으며 1996년 초 뉴 잉글랜드 지역에서는 Jordan Marsh의 이름을 없애버렸다.
Federated는 1995년 중반 파산한 애틀란타 중부 지역의 Woodward & Lothrop/John Wanamaker를 인수하기 위해 주도적으로 입찰에 참여했다. 하지만 입찰은 오랜 라이벌 그룹이자 훗날 인수의 대상이었던 The May Department Stores Company의 낙찰로 끝났다. 대신 머지않아 Federated은 Broadway Stores, Inc.를 매수하기로 대다수의 Broadway Stores 주주들과 합의 했다. (Broadway Stores, Inc.는 캘리포니아, 애리조나, 네바다, 뉴 멕시코에 The Broadway, Emporium, Weinstock 점포들을 가지고 있었다. Sam Zell은 이를 통해 남부 캘리포니아의 주도적 위치를 차지하게 되었고 북부 캘리포니아에서도 시장의 지배자가 되었다. 1996년 초 Federated는 Broadway Stores를 해체하여 대부분의 점포를 Macy's West에 편입시켜 시장에 메이시스의 이름으로 다시 선보였고 Bullock의 이름을 더 이상 사용하지 않게 하였다. 불필요한 Broadway의 지점들은 서쪽 해안 지방에서 Bloomingdale’s를 세우는데 사용하였고 다른 많은 지점들은 Sears에 팔렸다.
2001년 Federated는 뉴욕 메트로폴리탄 지역의 Stern's 부문을 해체하여 대부분 Macy's East로 편입시켰고 2001년 7월에는 Liberty House 체인이 보유한 하와이와 괌의 백화점과 전문점을 인수하여 Macy's West에 합병시켰다.
2003년 초 Federated은 애틀란타의 유서깊었던 Davison's 프랜차이즈의 문을 대부분 닫았고(1985년부터 메이시스의 이름으로 영업했다.) 또 다른 애틀란타의 사업부인 Rich's의 이름을 읽기조차 힘든 Rich's–Macy's로 바꾸었다. Davison's의 플래그십 점포가 있던 180 Peachtree Street의 다운타운 점포도 이때 문을 닫았다. Lenox Square와 Perimeter Mall의 메이시스 점포는 확장 개편되어 2003년 10월 애틀란타의 첫 번째 Bloomingdale's 점포로 재 개장 되었다. 매이시스는 2003년 5월 계속해서 선례를 따라 플로리다의 Burdines, 멤피스의 Goldsmith's, 중서부지방의 Lazarus, 북서태평양 지역의 The Bon Marché와 같이 다른 이름으로 운영되고 있던 점포들의 재브랜딩을 발표하였다.
2005년 3월 6일 Bon-Macy's, Burdines-Macy's, Goldsmith's-Macy's, Lazarus-Macy's, Rich's-Macy's는 메이시스라는 이름으로 통일되었으며 Bon-Macy's와 Burdines-Macy's는 각각 Macy's West와 Macy's Florida에 나머지는 Macy's Central 부문으로 편입되었다. 2005년 7월자로 메이시스는 미국 내에 424개의 점포를 운영하게 되었다.

### 메이 백화점과의 합병
2005년 2월 28일 Federated는 11억 달러의 주식에 The May Department Stores Company를 인수하는 계약 조항에 동의했다. 이를 통해 메이시스는 연 매출 30억 달러에 1000개이상의 점포를 가진 미국에서 두 번째로 큰 백화점 체인이 되었다.
2005년 7월 28일 지역 브랜드들을 메이시스의 이름으로 성공적으로 전환시킨 Federated는 May Company가 보유한 330개의 지역 백화점도 유사하게 메이시스의 간판으로 바꿔 달 계획을 가지고 있었다. 이 계획에는 May의 Marshall Field's(Federated가 May를 인수하기 8개월 전 May가 Target으로부터 인수하였다.), Kaufmann's, Famous-Barr, Filene's, Foley's, Hecht's, The Jones Store, L. S. Ayres, Meier & Frank, Robinsons-May, Strawbridge & Clothier 체인이 포함되었으며 연방 감독관들의 승인절차에 계류 중이다.
May 브랜드의 메이시스로의 전환을 두고 이들 백화점을 둘러싼 지역들은 부정적인 반응을 보였다. 왜냐하면 이들은 주민들로부터 사랑 받는 지역 기관으로 인식되었기 때문이었다. 가장 강력한 반발은 이름난 플래그십 다운타운 점포이자 지역의 전통이었던 Filene's, Marshall Field's, 그리고 Kaufmann's의 간판을 내렸을 때 나타났다. 예를 들면, Kaufmann's는 Kaufmann's Celebrate the Season Parade 행사를 운영하였는데 이는 전통적으로 펜실베니아 주 전역에 생방송되는 행사였다. 많은 고객들이 이름을 바꾼 May의 점포에서 다시는 쇼핑하지 않을 것이며, Federated가 소유하지 않은 다른 주요 백화점 체인에 영원히 충성하겠다고 공개적으로 서약했다. 유명한 영화 평론가 Roger Ebert는 2005년 9월 21일자 칼럼에서 Field's를 잃은 시카고언스들의 비통함에 대해 목소리를 냈다.
나는 이런 날은 절대로 오지 않을 것이라고 생각했다. 나는 지금 조그만 조각으로 갈기갈기 잘라놓은 Field's의 고객 카드를 바라보고 있다. 마치 돈의 색을 띤 작은 눈물을 보는 듯하다.
Federated의 점포가 May Company 점포 가까이에 이미 존재하던 곳에서 몇몇 불필요한 점포들은 문을 닫거나 다른 소매상들에게 팔리게 되었다. 전통적으로 May company의 점포와 메이시스의 점포가 하나의 몰에 함께 존재했던 수 많은 몰에서 Federated는 때때로 1990년대 Macy's West가 인수를 통해 성공적으로 시장을 개척해나갔던 패턴을 도입하기도 했다. (특히 Broadway Stores와 Liberty House의 미 본토 점포들의 경우) 이는 점포 한곳을 남성 의류와 러기지, 가정 용품을 취급하는 Macy's Men and Home 점포로 전환하고, 다른 점포는 여성 의류와 아동복, 화장품을 주로 취급하는 Macy's Women 점포로 전환하는 방식과 연관이 있다. 두 점포를 이와 같이 변환시키는 것은 메이시스가 플래그십 규모의 점포를 개점하는데 소요되는 비용을 들이지 않으면서 좀 더 다양한 구색의 상품을 갖출 수 있게 해 주었다. Fashion Show Mall과 같은 특정 몰에서는 듀얼 스토어 시스템이 성공적이지 못했고 이런 경우 메이시스는 둘 중 한곳을 폐쇄하고 다른 한곳은 일반적인 메이시스 점포로 만들었다.
2006년 1월 12일 Federated는 메이시스와 Bloomingdale's를 국가적 브랜드로 키운다는 전략 목표에 적합하지 않다는 결론 하에 May Company의 Lord & Taylor부문을 2006년 말까지 처분하겠다는 계획을 발표했다. 2006년 6월 22일 메이시스는 NDRC Equity Partners, LLC가 Lord & Taylor를 미화 1억2천 달러에 인수 할 것이라고 발표하였으며 2006년 10월 인수절차가 종료되었다.

### 국가적 브랜드로 떠오르다
2006년 2월 21일 메이시스는 새로운 최고 마케팅 담당자로 앤 맥도널드를 선임하며 메이시스가 “국민 백화점”이 될 수 있도록 감독을 맡겼다. 2006년 9월 9일까지 이전에 ‘메이 컴퍼니’라는 이름으로 운영되었던 점포들의 이름을 바꾼 후 메이시스는 미국에 약 850개의 점포를 운영하게 되었다. 가장 최근의 최대 규모 확장을 프로모션하기 위해 메이시스는 마사 앤 더 반델라스의 히트곡 Dancing in the Street을 광고에 사용하였으며 매년 전국의 다양한 재 개장 점포에서 추수감사절 퍼레이드를 Parade on Parade라는 이름으로 지원하였다.
메이시스는 2006년과 2007년 메이시스의 별 로고를 특색으로 삼는 이미지 부여 방법을 사용하며 TV광고와 간접광고를 눈에 띄게 증가시켰다. ABC 방송국의 인기 TV 드라마 위기의 주부들 2007년 2월 11일 방송분에는 가상의 도시 페어뷰에 메이시스가 등장(극중에서는 McMay’s라는 이름으로 등장)했는데, 백화점 체인을 드라마 시리즈에 등장시킨 것은 매우 희귀한 간접광고 사례로 손꼽힌다. 그로부터 약 2년 전 Rich's, Lazarus, Goldsmith's, The Bon Marché and Burdines의 개조 직후 메이시스의 첫 번째 TV광고가 위기의 주부들 방송 중 전파를 탔다.
2007년 2월 27일 Federated Department Stores은 사명을 Federated Department Stores, Inc.에서 Macy's Group, Inc.로 변경할 것이라는 계획을 발표하였다. 3월 28일 주식 코드이름을 FD에서 M으로 변경할 것이라고 발표하였으며 이전의 사명변경계획을 수정하여 Macy's, Inc.로 변경하기로 결정했다. 사명변경은 2007년 5월 18일 주주의 승인을 받았고 2007년 6월 1일부터 효력을 발휘하기 시작했다. 회사는 Macy's와 Bloomingdale 모두의 간판을 달고 영업을 계속할 것이다.

### 150세를 맞이한 메이시스
2008년 메이시스는 150회 생일을 자축했다. 메이시스는 오래전 메이시스 광고와 배우들이 쇼에서 메이시스를 언급하는 장면이 포함된 광고를 내보냈다. 또한 과거 추수감사절 퍼레이드의 모습을 담은 광고를 하기도 했다. 2008년 9월 ABC에서 방송된 Primetime Emmy Awards 생방송에 광고를 내보냈으며, 9월, 10월, 11월 동안 각각 다른 채널을 통해 광고되었다.

### 라이프스타일 센터 스토어
2009년 3월 메이시스는 애리조나 피닉스의 교외지역 Gilbert에 120,000스퀘어핏(11,000 m2) 규모의 1층짜리 컨셉 점포를 개장했다. 이 점포는 야외 라이프스타일에 더 적합하도록 설계되었다. 텍사스 Fairview, 미주리 Lee’s Summit, 아이다호 Nampa에도 이와 같은 새로운 스타일의 점포를 오픈하였다. Kohl이나 리뉴얼 된 J. C. Penney의 점포와 유사하게 콤팩트하고 편리한 쇼핑이 가능하도록 만들어졌다. 라이프스타일 점포는 무선인터넷 시절을 갖춘 스타벅스 커피와 플라스마 TV와 쇼파를 갖춘 라운지 같은 피팅룸이 설치되어 있다. 점포의 중앙 부분은 천장을 다른 곳보다 높게 만들어 오래된 백화점에 온 듯한 분위기를 연출한다. 이와 같은 새로운 형식의 점포는 My Macy's 계획에 따라 18개월간의 연구조사 끝에 만들어진 것이며, 지역마다 상이한 고객들의 요구사항을 맞출 수 있게 되었다.

### eSpot ZoomShops
2006년 10월 Federated Department Stores는 Zoom Systems과 100개 이상의 메이시스 점포를 테스트하는 협정을 맺었다. Federated의 CEO Terry Lundgren은 소비자들에게 아이팟 등의 전자제품들을 보다 편리하게 구매할 수 있는 기회를 제공하게 되었다고 극찬했다. “가장 인기 있는 제품들을 특별하고 새로운 방법으로 제공할 수 있게 되어 매우 흥분됩니다. 정말 쿨하지 않습니까?” 오늘날 메이시스는 전체 전자제품코너를 400곳 이상의 eSpot ZoomShops으로 변경하였다.

## 점포 사업부
Federated와 May가 합병하기 전 메이시스는 5개 부문으로 조직되어있었고 May Company의 6개 지역 부문은 2006년 2월 통합이 시작되었다. 이전부터 존재하던 메이시스 점포와 아직 전환 되지 않았던 점포들은 45개 주와 워싱턴 D.C., 푸에토리코, 그리고 괌에 점포를 가진 7개 사업 부문으로 재조직되었다. 2011년 1월 현재 메이시스 점포가 없는 주는 알라스카, 아칸소, 아이오와, 미시시피, 네브라스카 주이다.
2008년 2월 6일 Macy's Inc.는 기존 메이시스 점포들을 4개의 주요 지역별 사업부문으로 나누겠다고 발표했다. 조직 재편성의 결과로 그 날부터 3개 지역은 약 250개의 점포를 각각 거느리게 되었으며 단, 플로리다 지역 부문은 Bloomingdale's사업부가 그랬던 것처럼 아무 영향을 받지 않았다.
• Macy's East 뉴욕에 본사를 두고 있으며 미국 동부에서부터 북중부 지역까지 범위의 점포들을 포함한다. 2006년 2월 May Company와 합병하기 전에는 코넥티컷, 델라웨어, 메인, 메릴랜드, 메사추세츠, 뉴 햄프셔, 뉴 저지, 뉴욕, 펜실베니아, 로드 아일랜드, 버몬트, 버지니아 일부 지역, 워싱턴 D.C.에 216개 점포와 29100명의 종업원들을 두었었다. 메이시스 점포뿐만 아니라 뉴 잉글랜드지역의 Filene's 점포들과 뉴욕 북부의 Kaufmann's 점포 대부분, 그리고 애틀란타 중부지역의 Strawbridge's과 Hecht's 점포들도 이 사업부문이 운영했었다. 2006년 말 상업 분할과 점포폐쇄의 완료를 발표한 직후 이 사업부문은 Macy's North와의 합병 전까지 185개 점포를 가지고 있었다.
Macy's North 미네소타주 미나에폴리스에 본사를 두고 있으며 2006년 2월부터 2008년 2월까지는 Macy's East에 속해있었다. 합병 전에 이 부문은 일리노이, 인디애나, 미시간, 미네소타, 노스 다코타, 오하이오, 사우스 다코타, 위스콘신에 65개 점포를 보유하고 있었다. 이전에 대부분 점포는 Marshall Field's로 운영되었으며 차례로 Dayton's과 Hudson's의 점포들을 포함하였다. 또한, 인디애나주 Merrillville의 전 L. S. Ayres 점포들과 미네소타주 Bloomington의 메이시스 Mall of America 점포도 Macy's North에 포함되었다. 이 사업부문의 후계는 지역 본사가 미나에폴리스에서 시카고로 옮기게 되면서 사실상 Macy's East의 사업 지역에 속하게 되었다.
• Macy's Central 조지아주 애틀란타에 본사를 두고 있으며 현재 Macy's Inc라고 불리는 사업부문의 두 번째 존재였다. 미국 중서부와 남동부지역에 점포를 두고 있으며 현재 Macy's Central은 다음 지역들을 통합하였다.
Macy's South 애틀란타에 본사를 두고 있으며 2006년 2월부터 2008년 2월까지 운영되었다. Federated/Macy's Inc. 부문 자체가 Federated's RLG 사업부에서 이름을 바꾼 Macy's Central과 May Company 점포들이 합병된 것이었다. Federated's RLG 사업부에는 Rich's, Lazarus, Goldsmith's이 포함되었었다. 2007년 3월 기준으로 알라바마, 조지아, 켄터키, 루이지애나, 노스 캐롤라이나, 오클라호마, 사우스 캐롤라이나, 테네시, 텍사스, 버지니아에 136개의 점포와 22500명의 종업원을 거느리고 있었으며, Federated/Macy's Inc에 의해 운영되던 Macy's South는 전 Rich's와 Goldsmith's 점포가 Foley's 체인의 몇 개 점포와 합치면서 생기게 되었다. Lazarus 점포는 Macy's Midwest로 편입되었다.
1988년부터 1992년까지 R. H. Macy & Co., Inc.의 Macy's South 부문 역시 조지아주 애틀란타에 본사를 두고 있었으며 알라바마, 조지아, 버지니아, 사우스 캐롤라이나, 플로리다, 루이지애나, 텍사스에는 메이시스의 이름으로 운영되는 점포를 캘리포니아, 애리조나, 네바다에는 Bullock's의 이름으로 운영되는 점포를 가지고 있었다. 이전 남부 사업부문은 메이시스가 Bullock's를 인수 하고 Macy's New York과 Bullock's의 플로리다, 루이지애나, 텍사스 지점을 합쳐 Macy's Atlanta(1985년 이전 Davison's 점포가 이름을 바꿈)를 설립하면서 생기게 되었다. 이 사업부는 1992년 해체되었고 점포들은 Macy's East와 Macy's West로 편입되었다.
Macy's Midwest 2006년 2월부터 2008년 2월까지 미주리주 세인트루이스에 본사를 두고 있었으며 Macy's Central 부문이 생기면서 Macy's South에 합병되었다. 합병 이전 Macy's Midwest는 미국 중서부지방에 걸쳐 95개의 점포를 가지고 있었다. 1981년 R. H. Macy & Co., Inc.는 LaSalle's와 Macy's Missouri-Kansas의 두 사업부를 합쳐 켄자스시티를 본사로 한 Macy's Midwest를 설립하였다. 1985년 2월 1일 Macy's Atlanta를 설립하기 위해 Davison's과 합병되었다가, 이전 LaSalle's 점포는 Elder-Beerman에게 훗날 매각되었고, 이전 Kansas와 Missouri 점포는 1986년 Dillard's에 매각되었다. Macy's Midwest는 Federated Department Stores, Inc.와 May Company가 소유했던 역사적인 백화점 프랜차이즈 몇 개를 포함하였다. Macy's Midwest로 대표되는 백화점 체인에는 The F&R Lazarus & Co., Shillito's, Rike Kumler Co., William H. Block Co., Horne's, Famous-Barr, L. S. Ayres, The Jones Store, Kaufmann's, May Company Ohio, O'Neil's, Strouss가 포함된다. 지역 본사는 계속해서 Macy's Central에서도 세인트루이스에 남게 되었고 부문 내 또 다른 지역 본사 하나는 신시내티에 위치하게 될 것이다. 2009년 메이시스는 세인트루이스 시내의 이전 Famous-Barr 플래그십 점포의 규모를 기존 7개 층에서 3개 층으로 축소할 것이라고 발표했다.
Macy's West 미 서부 전역에 걸친 점포가 이에 속하며, 캘리포니아 샌프란시스코에 본사를 두고 있다. 샌프란시스코 Union Square와 그 외 지역에서 O'Connor, Moffat & Company로 운영되던 점포에 세워 졌다. 2006년 2월 May Company를 합병하기 전까지 애리조나, 캘리포니아, 콜로라도, 하와이, 네바다, 뉴 멕시코, 텍사스, 괌에 232개 점포, 31100명의 종업원을 포함하였으며, 메이시스 점포 이외에도 콜로라도와 뉴 멕시코, 엘 파소, 텍사스에 전 Foley의 점포와 전 Robinson's-May 점포를 운영했다. 2006년 말 상업 분할과 점포폐쇄를 마쳤음을 발표한 이후 이 사업부문은 Macy's Northwest와의 합병 전까지 190개 점포를 운영했다.
Macy's Northwest 워싱턴주 시애틀에 본사를 두고 있으며 2006년 2월부터 2008년 2월까지 Macy's West에 통합되었었다. 대부분의 점포는 이전 The Bon Marché에서 전환된 것이며 2006년 May Company와 합치기 전까지 71개 점포에 7200명의 종업원을 고용했다. 아이다호, 몬태나, 오레곤, 유타, 워싱턴, 와이오밍주에 점포를 두고 있으며 이전 Bon Marché 점포에 추가로 Meier & Frank란 이름으로 운영되던 이전 ZCMI의 점포들도 추가 되었다. 한편 시애틀이 Macy's West에 속하는 지역 본사로 남게 될 것이다.
• Macy's Florida 플로리다 마이애미에 본사를 두고 있으며 플로리다와 푸에토리코에 61개 점포, 9800명의 종업원을 거느리고 있다. 대부분의 점포는 이전 Burdines이며 산 후앙, 푸에토리코 점포는 Macy's East로부터 2007년 8월 분리되었다.
이러한 지리적 구분과 함께 뉴욕을 중심으로 한 Macy's Home Store 부문은 메이시스에서 판매되는 가정용품에 대한 구매와 계획, 마케팅을 담당했다.
전국의 모든 점포 사업부문들은 2009년 2월 이전까지 두 개의 행정부문의 지원을 받았다.
• Macy's Corporate Marketing 뉴욕에 본사를 두고 있으며 회사의 마케팅 전략을 뒷받침하기 전체적 계획을 담당한다.
• Macy's Merchandising Group 뉴욕에 본사를 두고 있으며 메이시스에서 판매되는 자체브랜드 혹은 자체상표 브랜드 상품을 개념화하고 디자인하고 대외 구매하는 역할을 담당한다. 또한 내수 브랜드 시장에서 주요 공급자와의 관계를 관리하는 데에도 책임이 있다.

### 통합 합병
2009년 2월 2일 메이시스는 4개 부문이 뉴욕 중심의 Macy*s Enterprise 하나로 통합될 것이라고 발표했다. 이 구조조정을 7000개의 일자리를 줄일 것이고 이는 총 고용의 4퍼센트가 감축될 것임을 의미한다. 반면 이를 통해 신설되는 일자리는 1200개 정도에 불과할 것이라고 예측 되었다.

## 환경 기록
섬유 산업은 물 부족, 오염, 화석연료와 원자재의 소모에 영향을 끼친다. 게다가 오늘날의 기계화된 섬유 공장은 많은 양의 에너지를 소모할 뿐만 아니라 패스트 패션과 싼 의류 등에서 찾아볼 수 있듯이 쓰고 버린다는 사고방식을 조장한다. 섬유 산업과 관련된 일련의 결과물에도 불구하고 메이시스는 중요한 환경운동조직을 지원함으로써 환경에 끼치는 부정적인 영향을 줄이기 위해 자신들로 인해 발생되는 환경적 영향을 평가하기 시작했다. 하나의 방법으로 메이시스는 최근 2008년 지구의 주간과 국립공원 주간 동안 “Turn over a New Leaf” 프로젝트를 통해 기금을 조성하여 환경보호활동을 지원했다. 대부분의 비닐봉투는 석유를 사용하여 제작되고 매립 시 분해되는데 1000년 이상이 소요된다. 메이시스는 연간 약 4천3백만장 이상의 쇼핑 백을 사용하기 때문에 급속도로 환경을 변화시킬 수 있다. 이 때문에 새로운 메이시스 점포에서는 재 사용 가능한 면 토트백을 판매하고 있다. 또한 쇼핑 백의 교체 이외에도 메이시스는 매년 3백1십만 큐빅핏 (88,000 m3)씩 내부 포장재로 사용되는 합성, 생물 분해성이 아닌 완충재를 옥수수와 감자로부터 만들어진 완충재로 교체하였다. 이 새로운 완충재는 매립 시 물과 닿으면 9분 만에 분해된다.

## 메이시스를 둘러싼 논란
2003년 7월 뉴욕주 법무부 장관 엘리엇 스피처는 메이시스가 절도 용의자에게 적용하는 민간 사법 정책에 대한 조사에 착수했다. 이 조사는 시민권에 대한 소송과 사설 감옥과 취조를 포함한 여러 가지 메이시스의 정책에 대한 뉴욕 타임즈의 기사에 의해 촉발되었다. 스피처의 조사는 인종 차별적 정보수집 및 용의자에게 수갑을 채우는 등의 메이시스의 행동이 법에 위배된다는 것을 밝혀냈다. 메이시스는 시민권을 침해한 것에 대한 600,000 달러의 벌금형을 선고 받았으며 보안 시스템은 유지하되 불법적인 정책들은 폐기할 것을 명령받았다.
Macy's East의 보스턴 시내 점포(전 Jordan Marsh의 플래그십 점포)는 2006년 6월 6일 보스턴의 게이 퍼레이드 축제를 홍보하는 마네킹 두 개와 AIDS 행동 위원회의 인터넷 주소를 윈도 디스플레이에서 제거함으로써 지역 주민과의 갈등을 유발시켰다. 이는 동성간의 결혼을 반대하는 지역 단체인 MassResistance 압력하에 이루어진 일이며, 이 단체의 회원들은 마네킹이 호모섹슈얼이라며 항의했다. 마네킹을 없앤 일은 주민들과 공인들에게 비난을 받았으며 보스턴 시장 Thomas Menino은 다음과 같이 말하며 비난의 수위를 높였다.
메이시스가 그런 압력에 굽혔다는 것에 놀랐습니다. 메이시스는 우리 지역사회의 일부인 게이 퍼레이드를 기념해 왔습니다. 그들은 우리의 게이 커뮤니티에 대해 자랑스러워 하여야만 합니다. 저는 게이 커뮤니티와 게이 퍼레이드가 자랑스럽습니다.
메이시스는 Macy's East 회장 Ron Klein이 직접 보스턴 지역의 게이들이 많이 읽는 In Newsweekly에 사과문을 게재함으로써 자신들의 실수에 대응했다. Klein은 이번 사건을 지역 사회의 내부적 붕괴라고 표현하였으며, 그 결과 메이시스의 다양성에 대한 약속에 의문을 던지게한 후회스러운 일이라고 밝혔다. 인터넷 주소는 후에 복원되었으나, 마네킹은 다시 모습을 드러내지 않았다.
메이시스 보스턴 점포는 동물 애호가들의 공격대상이 되기도 하였다. 동물 애호가들은 1990년대에 모피 교역 산업에 참여한 메이시스를 비난하는 서명운동을 벌였으며 팜플렛을 배포하기도 하였다. Macy's West는 당시에 모피 코트와 모피 의류의 취급을 중단 시켰다. 하지만 시위가 잠잠해진 이후 Macy's East는 모피 코트와 의류를 계속 팔기 시작했고 메이시스의 남부 일부 점포에서도 판매를 계속했다.

### 매장 외부 입간판의 문제
Macy's 멘하탄의 점포 크기는 연면적 198,500m2이나 신세계백화점 대구의 경우 338,000m2 신세계백화점 센텀시티의 경우 418,000m2다. 그러나 매장 겉면의 간판엔 THE WORLD'S LARGEST STORE이라는 문구를 붙혀 허위광고중이다.

### Marshall Field's의 전환
시카고에서 메이시스가 State street에 위치한 Marshall Field and Company Building의 Marshall Field’s로 들어가자 많은 주민들은 반발했다. 십수명의 시위대가 사명 변경이 이루어지던 날 Marshall Field's의 유명한 시계탑 앞에 모였으며, 몇몇 더 많은 사람이 Marshall Field's가 없어진 지 1주년이 되는 날에 운집했다. 2006년 12월 메이시스는 한때 Marshall Field's였던 점포들의 매출이 더디다는 것을 발표했고, 2007년까지 매출 감소가 계속되어 메이시스는 전 Marshall Field's 점포들의 매출이 전보다 7에서 10퍼센트 정도 감소했으며 State street의 점포는 상황이 더 나쁘다는 것을 인정했다. Marshall Field's의 이름이 팔리거나 재 개장도 가능할 것이라는 이야기가 있었다. 2007년 11월 메이시스는 더 이상 화난 Marshall Field's의 전 고객들이 메이시스 점포로 돌아오도록 유혹하지 않을 것이라고 발표하였으며, 대신 새로운 고객들을 State street으로 유치하기 위해 노력할 것이라고 발표했다. 이를 위해 메이시스는 FAO Schwarz층을 추가 하였으며, Walnut Room에 와인 바를 설치하였고, Walnut Room에 Martha Stewart가 크리스마스 트리를 장식하도록 했다. 메이시스의 와인 바는 Walnut Room과 빈틈 없이 통합 되었으며 점포 내에서 다양한 눈에 띄는 이벤트들을 개최하는 장소로 사용된다.

### 푸에토리코
메이시스는 2000년 푸에토리코에 첫 매장을 개점하였으며 이는 메이시스의 첫 번째 해외지점이기도 하다. 푸에토리코 1호점은 산 후앙의 Plaza Las Américas mall에 위치해 있다.

## 문화 속 메이시스
메이시스가 김벨스에게 이야기해주나?(Does Macy's tell Gimbels?)라는 문구는 한때 미국 전역에서 기업은 그 경쟁자에게 정보를 주지 않는다는 의미로 사용되었다, 김벨은 메이시스에서 한 블록 떨어진 33번가에 위치한 대형 백화점이었다.
전통적인 크리스마스 영화인 34번가의 기적은 메이시스의 34번가 플래그십 점포를 배경으로 촬영되었다. 이후 TV판으로 제작된 리메이크 작품(1955년, 1959년, 1973년 제작 됨)도 역시 메이시스를 배경으로 제작되었다. 하지만 1994년 리메이크 작품에서는 메이시스가 리메이크 작품에 메이시스의 이름을 사용하는 것에 대해 거부함으로써 가상의 Cole's백화점이 배경으로 등장하게 된다.
덜 감정적인 관점에서 바라 본 메이시스 백화점 산타가 David Sedaris의 SantaLand Diaries라는 에세이에 등장한다. 이 작품은 National Public Radio에서 크리스마스 시즌이면 방송되며 연극으로도 올려졌다.
오랫동안 메이시스의 공동 소유자였던 Isidor Straus는 악명 높은 1912년 타이타닉호 침몰 사건의 유명한 희생자이다. Isidor Straus와 그의 아내 Ida는 구명보트에 오를 수 있는 기회가 있었으나 Isidor Straus는 어린 남성들을 먼저 보내야 한다며 탑승을 거부하였고, Ida또한 남편을 두고 갈 수 없다며 함께 배에 남았다. 이 순간은 1958년 A Night to Remember라는 영화로 제작되어 현재까지 잊혀지지 않고 있으며 훗날 1997년 영화와 브로드웨이 뮤지컬로 제작되기도 하였다.
라틴 아메리카의 고전 문학 Giannina Braschi의 작품 Empire of Dreams에서 여주인공 Mariquita Samper는 34번가 메이시스의 메이크업 아티스트로 등장한다.
카니예 웨스트와 애덤 리바인이 출연한 Heard 'Em Say의 미국판 뮤직비디오는 메이시스의 헤럴드 광장 내부에서 촬영되었다. 이 뮤직비디오에서 카니예 웨스트와 홈리스 어린이들은 문 닫힌 메이시스에서 노래를 부르고 리바인은 점포 매니져로서 이들을 안으로 들여보내주는 연기를 했다.
팝 펑크 밴드 그린 데이의 Warning:이라는 앨범에는 〈Macy's Day Parade〉란 곡이 수록되어 있다. 〈Tangerine〉이라는 곡에서는 소녀들의 옷에 붙어있는 Macy's Mezzanine이라고 적힌 상표를 언급한다.
1976년의 뮤지컬 드라마 Bugsy Malone에서 Bugsy는 그의 과거 복싱 경력에 대해 이야기하면서 “이 턱은 메이시스에 있는 것보다 많은 유리로 되어있어.”라는 말을 한다.
Christmas Eve on Sesame Street에서 Patty라는 소녀가 메이시스의 이름을 언급한다.